# Тетраоксид висмута
Тетраоксид висмута — бинарное неорганическое соединение металла висмута и кислорода с формулой Bi2O4, коричневые кристаллы, не растворимые в воде.

## Получение
- Разложение оксида висмута при нагревании:

{\displaystyle {\mathsf {2Bi_{2}O_{5}\ {\xrightarrow {350^{o}C}}\ 2Bi_{2}O_{4}+O_{2}\uparrow }}}
- Разложение висмутата натрия горячей концентрированной азотной кислотой:

{\displaystyle {\mathsf {4NaBiO_{3}+4HNO_{3}\ {\xrightarrow {100^{o}C}}\ 2Bi_{2}O_{4}+4NaNO_{3}+O_{2}\uparrow +2H_{2}O}}}

## Физические свойства
Тетраоксид висмута образует коричневые кристаллы.
Не растворяется в воде.
Из водных растворов осаждается в виде гидратов Bi2O4•2H2O и Bi2O4•H2O.
По строению является смешанным оксидом BiIIIBiVO4.

## Химические свойства
- При нагревании разлагается:

{\displaystyle {\mathsf {2Bi_{2}O_{4}\ {\xrightarrow {500-550^{o}C}}\ 2Bi_{2}O_{3}+O_{2}\uparrow }}}
- В кислой среде является сильным окислителем:

{\displaystyle {\mathsf {Bi_{2}O_{4}+8HCl\ {\xrightarrow {T}}\ 2BiCl_{3}+Cl_{2}\uparrow +4H_{2}O}}}